# دریاچه توز
دریاچه توز (به ترکی استانبولی: Tuz Gölü) به معنای دریاچه نمک، بزرگ‌ترین پهنه آبی داخلی ترکیه پس از دریاچه وان است که در مرکز فلات آناتولی و در میان سه استان قونیه، آق‌سرای و آنکارا جای دارد. این بخش از آناتولی، خشک و کم‌باران است. شوره‌زار بخشی از کرانه‌های این دریاچه را پوشانده، آبش شور است و ژرفایش اندک.

## اندازه‌ها
دریاچه توز در میان سه استان در ناحیه آناتولی مرکزی جای گرفته است، در ۱۰۵ کیلومتری شمال قونیه و ۱۵۰ کیلومتری جنوب آنکارا. ارتفاعش از سطح دریا ۹۰۵ متر است. هرچند پهنه فراخی بیش از ۱۵۰۰ کیلومتر مربع را فراگرفته اما ژرفایش در بیشتر سال از یکی دو متر بیشتر نمی‌شود. تنها در زمستان، سطح آبش ۳۰ سانتی‌متر بالا می‌آید.